# Vítězslava Kaprálová
Vítězslava Kaprálová (Ceco: ˈvi:tɛslava ˈkapra:lova:; Brno, 24 gennaio 1915 – Montpellier, 16 giugno 1940) è stata una compositrice e direttrice d'orchestra cecoslovacca.

## Biografia
Vítězslava Kaprálová nacque a Brno, Impero austro-ungarico (ora repubblica ceca), figlia del compositore Václav Kaprál e della cantante Viktorie Kaprálová. Nel 1930-1935 studiò composizione con Vilém Petrželka e direzione orchestrale con Zdeněk Chalabala al Conservatorio di Brno. Continuò la sua educazione musicale con Vítězslav Novák (1935-1937) e Václav Talich (1935-1936) a Praga e con Bohuslav Martinů, Charles Münch (1937-1939) e, secondo alcuni resoconti non verificati, con Nadia Boulanger (1940) a Parigi. Nel 1937 diresse l'Orchestra Filarmonica Ceca e un anno dopo l'Orchestra Sinfonica della BBC nella sua composizione Sinfonietta Militare. Suo marito era lo scrittore ceco Jiří Mucha, che sposò due mesi prima di morire.
Nonostante la sua prematura scomparsa, da quella che fu erroneamente definita tubercolosi miliare, a Montpellier, in Francia all'età di 25 anni, la Kaprálová creò un impressionante corpus di opere. La sua musica è stata ammirata da Rafael Kubelík, che presentò in anteprima la sua canzone orchestrale Waving Farewell ed ha anche diretto altri suoi lavori orchestrali. Tra i molti interpreti della sua musica per pianoforte c'era il pianista Rudolf Firkušný, per il quale la Kaprálová compose la sua opera pianistica più conosciuta Dubnová preludia (Preludi di aprile). Nel 1946, apprezzando il suo contributo distintivo, la principale istituzione accademica nel paese - l'Accademia delle Scienze e delle Arti della Repubblica Ceca - premiò la Kaprálová con l'adesione come membro in memoriam. Nel 1948 questo onore fu conferito a solo 10 donne, su 648 membri dell'Accademia.
L'unica biografia in inglese della compositrice è stata pubblicata nel 2011 da Lexington Books negli Stati Uniti. Il libro comprende anche un catalogo completo e con annotazioni delle sue opere. La Kaprálová è stata Compositore della settimana su BBC Radio 3 da lunedì 12 ottobre a venerdì 16 ottobre 2015, una serie di cinque programmi di un'ora che trasmettevano la sua musica e discutevano della sua vita.

## Composizioni
Il catalogo di Kaprálová comprende le sue apprezzate canzoni d'arte e musica per pianoforte solo, un quartetto d'archi, un trio per strumenti ad ancia, musica per violoncello, musica per violino e pianoforte, una cantata orchestrale, due concerti per pianoforte, due suite orchestrali, una sinfonietta e un concertino per clarinetto, violino e orchestra. Gran parte della sua musica è stata pubblicata durante la sua vita e continua ad essere pubblicata oggi da varie case editrici, tra cui Bärenreiter Verlag. Inoltre, la sua musica è stata pubblicata su disco e compact disc da una varietà di etichette, tra cui Naxos Records, Koch Records, Delos Productionse Supraphon. Dal 1998 l'eredità della Kapralova è stata promossa da The Kapralova Society, un'organizzazione artistica senza scopo di lucro con sede a Toronto, in Canada.

## Nella cultura di massa
Il lavoro e la vita di Vítězslava Kaprálová sono stati descritti negli episodi 6 e 9, stagione 3 della serie televisiva Mozart in the Jungle.

## Opere
- Suite en miniature, op. 1 for piano/small orchestra
- Two Compositions for Violin and Piano, op. 3
- Song cycle Two Songs, op. 4
- Song cycle Sparks from Ashes, op. 5
- January, for higher voice, flute, two violins, violoncello and piano
- Sonata Appassionata, for piano, op. 6
- Piano Concerto in D Minor, op. 7
- String Quartet, op. 8
- Grotesque Passacaglia for piano
- Song cycle Apple from the Lap, op. 10
- Military Sinfonietta, op. 11 for large orchestra
- Song cycle Forever, op. 12
- April Preludes, op. 13 for piano
- Waving Farewell, for voice and piano/orchestra, op. 14
- Trio for Oboe, Clarinet, and Bassoon
- Ilena, cantata for soli, mixed chorus, orchestra, and reciter, op. 15
- Variations sur le carillon de l'église St-Étienne du Mont, op. 16 for piano
- Elegy, for violin and piano
- Suita Rustica, op. 19 for large orchestra
- Partita, for piano and string orchestra, op. 20
- Concertino for Violin, Clarinet and Orchestra, op. 21
- Song cycle Sung into the Distance, op. 22
- Deux ritournelles, op. 25 for violoncello and piano